# Kakao Entertainment
Kakao Entertainment Corp. (주식회사 카카오엔터테인먼트 ()), estilizado como kakao ENTERTAINMENT, es una empresa surcoreana de entretenimiento, medios de comunicación y publicación fundada en 2021. Filial de la empresa de Internet Kakao, se estableció tras la fusión de las dos filiales de esta última, KakaoPage y Kakao M.

## Historia

### KakaoPage Corp.
La subsidiaria de Kakao, Podotree Co. Ltd., se estableció el 20 de julio de 2010 y tres años después presentó KakaoPage. La empresa cambió su nombre a KakaoPage Corp. el 1 de agosto de 2018.

### Kakao M
Seoul Records, Inc. fue fundada en octubre de 1978 por Young Bin Min [ko], propietario de la empresa educativa local YBM Group [ko] (anteriormente inglés Sisa). En 2005, la empresa fue adquirida por SK Telecom y relanzada como LOEN Entertainment, Inc. tres años después, antes de ser vendida a Star Invest Holdings (una subsidiaria de Affinity Equity Partners).
En enero de 2016, Kakao se hizo cargo de ella y la renombró nuevamente como Kakao M Corp. en diciembre de 2017.
En octubre de 2020, la empresa se expandió en Asia con el lanzamiento de una subsidiaria con sede en Tailandia llamada Kakao M Asia (Private) Co., Ltd. (actualmente Kakao Entertainment Asia Co., Ltd.).

### Fusión como Kakao Entertainment (2021-presente)
En diciembre de 2020, KakaoPage Corp. propuso una fusión con Kakao M Corp. como una empresa unificada. Fue visto como una acción de su empresa matriz contra la nueva política de Google con sede en EE. UU. para los usuarios de su mercado de aplicaciones, lo que habría afectado a Kakao M, cuya plataforma KakaoTV estaba comenzando a ser popular en Corea del Sur.
Ambas empresas anunciaron los planes y el cronograma de su fusión, así como el nombre propuesto para la empresa unificada Kakao Entertainment Corp el 25 de enero de 2021. Según los planes, KakaoPage Corp. es la entidad sobreviviente.
La fusión se completó el 1 de marzo y Kakao Entertainment se fundó formalmente un día después.
El 15 de julio, se anunció que Kakao Entertainment y Melon Company se fusionarían y se espera que la fusión se complete en septiembre de 2021.
El 17 de septiembre, Kakao Entertainment anunció que Play M Entertainment y Cre.ker Entertainment se fusionarían en el futuro. El 12 de noviembre, se anunció que el nuevo nombre corporativo de la empresa sería IST Entertainment, que entró en vigor el 1 de noviembre.

## Divisiones

### Page Company
Encabezada por la codirectora ejecutiva Joy Lee, Page Company de Kakao Entertainment está a cargo del negocio de desarrollo web y publicación de ficción web de la empresa. Está situado en Pangyo, Seongnam en la provincia de Gyeonggi.

### M Company
Encabezado por el codirector ejecutivo Stephan Kim [ko] - uno de los ejecutivos de entretenimiento más renombrados de Corea del Sur - M Company de Kakao Entertainment está a cargo del negocio de entretenimiento y medios masivos de la compañía. Su sede está en Teherán-ro, Gangnam-gu en Seúl.

## Filiales

### Filiales de Page Company
- AdPage
- Daon Creative
- KW Books
- Kiwi Media Company
- RS Media
- Radish Media
- Samyang C&C
- Soundist Entertainment
- Tapas Media
- Yeondam

### Filiales de M Company
- Antenna Music
- Awesome ENT
- Baram Pictures
- BH Entertainment
- Bluedot Entertainment
- Dolphiners Films (sujeto a la aprobación del gobierno coreano)[11]
- EDAM Entertainment
- Flex M
- GRAYGO
  - Maison de Baja
- High Up Entertainment
- IST Entertainment
- J.Wide Company
- Kakao Entertainment Asia
  - Path Mobile (Indonesia)
  - Studio Orange (Tailandia)
  - Studio Phoenix (Tailandia, no relacionado con la subsidiaria JTBC Studios)
- Kross Pictures
- Logos Film
- Management SOOP
- Mega Monster
- Moonlight Film
- Ready Entertainment
- Sanai Pictures
- Starship Entertainment
  - Starship X
  - Highline Entertainment
  - King Kong by Starship
  - Shownote
- Story &amp; Pictures Media
- Studio K11O (sujeto a la aprobación del gobierno coreano)[11]
- VAST Entertainment & Media
- Zip Cinema[12]

## Activos

### Edificios
- Edificio Jungsuck (Seúl) - sede de Kakao Entertainment M Company
- Kakao Entertainment M Company también posee un edificio en Samseong-dong en Seúl, donde se encuentran las oficinas centrales de IST Entertainment y Flex M.

### Propiedades de internet
- 1theK
  - 1theK Originals
  - 1theK Style (próximamente)
- KakaoPage
  - KakaoPage Indonesia (anteriormente Neobazar) (Indonesia)
- KakaoTV
- Kakao Webtoon
  - Kakao Webtoon (Corea del Sur) (anteriormente Daum Webtoon)[13]
  - Kakao Webtoon (Indonesia, próximamente)
  - Kakao Webtoon (Taiwán)
  - Kakao Webtoon (Tailandia)
- Melon
- Muse (aplicación de audición móvil)
- Radish (EE. UU.)
  - Wuxiaworld (EE. UU., adquisición sujeta a la aprobación del gobierno)[14]
- Tapas (Estados Unidos)

## Ubicaciones
- Kakao Entertainment Page Company: Twosun World Building 8/F, 221, Pangyoyeok-ro, Bundang-gu, Seongnam-si, Gyeonggi-do, Corea del Sur
- Kakao Entertainment M Company: Edificio Jungsuck, 17, Teheran-ro 103-gil, Gangnam-gu, Seúl, Corea del Sur